# Greg Evigan
Gregory Ralph "Greg" Evigan (South Amboy, 14 de outubro de 1953) é um ator dos Estados Unidos que participou da série My Two Dads.

## Filmografia

### Televisão
- A Year at the Top (1977)
- B.J. and the Bear (1978) como Billie Joe 'BJ' McKay
- Dallas (1978) (Episode "Runaway") como Willie Guest
- One Day At A Time (1978) (Episodes "Jealousy Pt.1" and "Jealousy Pt. 2") como Doug
- Pink Lady and Jeff (1980)
- Masquerade (1983) como Danny Doyle
- North Star (1985) como Jack North
- Murder She Wrote (1986) como Brad Kaneally
- Matlock (1987) como Josh Sinclair
- My Two Dads (1987) como Joey Harris
- P.S.I. Luv U (1991) como Cody Powell/Joey Paciorek
- Columbo  (1992) como Harold McCain
- Melrose Place (1992) como Dr. Dan Hathaway
- Tekwar (1994) como Jake Cardigan
- Pacific Palisades (1997) como Robert Russo
- Family Rules (1999) como Nate Harrison
- Big Sound (2000) como Bill Sutton
- Reba (2001) como Bill
- Spirit (2001) como Jesse
- JAG (2003) (Episode Empty Quiver) como Master Chief Shattuck
- Straight From the Heart (2003) como Edward
- CSI: Miami (2005) (Episódio "Money Plane") como Sean Walsh
- Our House (2006) como Todd Preston
- Desperate Housewives (2007) como Dr. Charles McLain
- Poison Ivy 4: The Secret Society (2008) como Professor Andrew Graves
- Mail Order Bride (Telefilme) (2008) como Tom Rourke
- Cold Case (Episode "One Small Step") (2008) como Chuck Collier
- Heat Wave (Telefilme) 2009
- My Dog's Christmas Miracle (2011) como Kevin
- The Finder (2012) como Bronski

### Cinema
- Scorchy (1976) como Alan
- Stripped to Kill (1987) como Detective Heineman
- Private Road - No Trespassing (1987)
- Echoes in Crimson  (1988)
- DeepStar Six (1989) como Kevin McBride
- Lies Before Kisses (1991)
- House of the Damned (1996) como Will South
- Spectre (1997)
- The Pawn (1998) como Ray
- Mel (1998) como Peter
- Pets to the Rescue (1999)
- Survivor (1999)
- Everyone Loves Mel (1999)
- Die! Die! Die! (2000)
- He Sees You When You're Sleeping (2002)
- Found(2004)
- Arizona Summer (2003)
- Cerberus (2005)
- Hoboken Hollow (2005)
- 100 Million BC (2008)
- Journey to the Center of the Earth (2008)
- Phantom Racer (2009)
- 6 Guns (2010) como Sheriff